# OpenOffice.org
OpenOffice.org je brezplačna, prosta in odprtokodna pisarniška zbirka, ki se ne razvija več od junija 2013. Vsebuje programe za urejanje besedil, preglednic, predstavitev, vektorskih slik, matematičnih enačb in podatkovnih zbirk. Na voljo je za več različnih operacijskih sistemov. Mednje spadajo Microsoft Windows, GNU/Linux, BSD, Solaris in Mac OS X. OpenOffice.org podpira standard za izmenjavo podatkov OpenDocument in poskuša biti  združljiv z Microsoft Office, in drugimi komercialnimi in brezplačnimi pisarniškimi programi, vedar pri tem nikoli ni najbolj uspešen. Veliko bolje se pri tem, in tudi sicer, odreže naslednik Apache OpenOffice.
OpenOffice.org temelji na kodi pisarniškega paketa StarOffice, ki ga je razvilo podjetje StarDivision (avgusta 1999 ga je prevzelo podjetje Sun Microsystems, ki ga je leta 2010 prevzelo podjetje Oracle Corporation). Izvorno kodo paketa so kot odprtokoden projekt izdali julija 2000. S ponudbo brezplačnega, kakovostnega in odprtega pisarniškega paketa želijo zmanjšati prevladujoči tržni delež Microsoft Office. Izvorna koda paketa OpenOffice.org je na voljo pod licenco GNU Lesser General Public License (GNU LGPL).
Projekt in paket se neuradno imenujeta »OpenOffice«, a si nekdo drug že lasti to blagovno znamko. Zato so za uradno ime izbrali »OpenOffice.org«, okrajšava zanj pa je »OOo«.

## Komponente
OpenOffice.org je zbirka različnih programov, ki tesno sodelujejo in ponujajo zmožnosti, ki jih pričakujemo od modernega pisarniškega paketa. Mnoge komponente so načrtovane tako, da posnemajo tiste, ki so na voljo v Microsoft Office. Komponente, ki so na voljo, so:

### Writer
Urejevalnik besedil, ki izgleda in deluje podobno kot Microsoft Word. Vsebuje tudi možnost za izvoz dokumenta v datoteko oblike PDF (angl. Portable Document Format). Uporabljamo ga lahko tudi kot urejevalnik HTML za izdelavo in urejanje spletnih strani. Mnogi pravijo, da se Writer zelo dobro obnese pri pisanju daljših dokumentov, na primer knjig.

### Calc
Program za urejanje preglednic in deluje podobno kot Microsoft Excel. Calc ponuja kar nekaj funkcij, ki niso na voljo v Excelu. Ena izmed takih funkcij je samodejno definiranje serij za grafikone, ki temelji na obliki uporabniških podatkov. Tudi Calc lahko dokumente neposredno shranjuje v datoteke PDF.

### Impress
Program za predstavitve in deluje podobno kot Microsoft Powerpoint. Predstavitve zna izvažati v datoteke Adobe Flash (SWF) in PDF. Impressu manjkajo priložene predloge, ki pa jih lahko prosto prenesete z interneta.

### Base
Program za delo z zbirkami podatkov in deluje podobno kot Microsoft Access. Base omogoča ustvarjanje in upravljanje z zbirkami podatkov. Prav tako lahko z njim gradimo obrazce in poročila, ki končnim uporabnikom omogoča preprost dostop do podatkov. Base lahko deluje kot vmesnik za dostop do različnih sistemov podatkovnih zbirk. Med njimi so zbirke podatkov Access (JET), podatkovni viri ODBC ter zbirke podatkov MySQL in PostgreSQL. Base je postal del zbirke z različico 2.0.

### Draw
Program za urejanje vektorske grafike, ki je podoben Corel DRAW. Na voljo ima veliko prilagodljivih »veznikov« med predmeti, kjer je na voljo mnogo slogov za črte. Na ta način lahko gradimo slike in diagrame poteka.

### Math
Orodje za ustvarjanje in urejanje matematičnih enačb, ki je podobno Microsoft Equation Editor. Enačbe je mogoče vdelati v ostale dokumente, na primer v tiste ustvarjene z Writerjem. Math podpira več pisav in prav tako zna izvažati enačbe v datoteke PDF.

## Zgodovina
| Različica    | Opis                                                                    | Datum izdaje       |
| ------------ | ----------------------------------------------------------------------- | ------------------ |
| gradnja 638c | Prva večja izdaja                                                       | oktober 2001       |
| 1.0          |                                                                         | 1. maj 2002        |
| 1.1          |                                                                         | 2. september 2003  |
| 1.1.3        |                                                                         | 4. oktober 2004    |
| 1.1.5        | Zadnja izdaja različice 1.x                                             | 14. september 2005 |
| 2.0          | Druga večja izdaja                                                      | 20. oktober 2005   |
| 2.0.1        |                                                                         | 21. december 2005  |
| 2.0.2        |                                                                         | 8. marec 2006      |
| 2.0.4        |                                                                         | 13. oktober 2006   |
| 2.1.0        |                                                                         | 12. december 2006  |
| 2.2.0        |                                                                         | 28. marec 2007     |
| 2.3.0        |                                                                         | 18. september 2007 |
| 2.3.1        | manjši popravki                                                         | 4. december 2007   |
| 2.4.0        | Zadnja stabilna izdaja                                                  | 27. marec 2008     |
| 3.0.0        | Tretja večja izdaja                                                     | 13. oktober 2008   |
| 3.0.1        | Popravki hroščev                                                        | 27. januar 2009    |
| 3.1.0        | Na voljo sta nadčrtovanje in transparentno vlečenje.                    | 7. maj 2009        |
| 3.1.1        | Security fix, bug fixes                                                 | 31. avgust 2009    |
| 3.2          | Nekaj novih možnosti skupaj z izboljšavami hitrosti izvajanja programa. | 11. februar 2010   |

Lastniški pisarniški paket StarOffice je prvotno razvijalo nemško podjetje StarDivision. Izvorno kodo je leta 1999 kupilo podjetje Sun Microsystems. Avgusta 1999 je bila različica 5.2 paketa StarOffice na voljo brezplačno.
19. julija 2000 so pri Sun Microsystems najavili, da bo izvorna koda paketa StarOffice na voljo za prost prenos in sicer pod licencama Lesser General Public License (LGPL) in Sun Industry Standards Source License (SISSL). S tem so želeli okoli programa ustvariti skupnost odprtokodnih razvijalcev. Novi projekt je dobil ime OpenOffice.org, njegova spletna stran pa je zaživela 13. oktobra 2000.
Delo na različici 2.0 se je pričelo na začetku leta 2003. Cilji za to različico so bili: boljše sodelovanje z Microsoft Office, boljša zmogljivost (višja hitrost in manjša poraba pomnilnika), boljša podpora skriptom, boljša integracija (posebno z namizjem GNOME), program za delo s podatkovnimi zbirkami, vgrajena podatkovna zbirka SQL in izboljšana uporabnost. Beta različica je bila izdana 4. marca 2005
2. septembra 2005 so pri Sun Microsystems najavili, da bodo umaknili licenco SISSL. Posledično je Svet skupnosti OpenOffice.org najavil, da bodo prihodnje različice paketa na voljo le pod licenco LGPL.
20. oktobra 2005 je uradno izšel OpenOffice.org 2.0. Osem tednov po izdaji je bila na voljo prva posodobitev, OpenOffice.org 2.0.1, ki je prinesla manjše popravke in novosti.
Razvoj OpenOffice.org je bil dokončno ustavljen po izidu zadnje stabilne različice v juliju 2013 zaradi razprtij med razvijalci.

## Varnost
Na dan 7. junija 2006 na spletni strani Secunia ne poročajo o nobeni varnostni luknji v OpenOffice.org 2.x. Pri Kaspersky Lab so pokazali, da je možno napisati makro virus za OpenOffice.org. To je možno z vsakim makro jezikom in z uporabo privzetih nastavitev, vas OpenOffice.org ob odpiranju datoteke, ki vsebuje makre, na to opozori in vpraša, ali jih želite zagnati.